# Кабаново (Чувашия)
Каба́ново (чув. Кабаново) — посёлок в Шумерлинском муниципальном округе Чувашской республики. До 2021 года входил в состав Большеалгашинского сельского поселения.

## География
Находится в юго-западной части Чувашии на расстоянии приблизительно 8 км на юго-восток по прямой от районного центра города Шумерля.

## История
Основан в 1927 году как кордон лесника рядом с Кабаньей поляной. В 1930-х годах здесь были построены бараки для лесозаготовителей. Позже поселок стал местом ссылки раскулаченных крестьян, был организован лесопункт.

## Население
Население составляло 323 человека (русские 53 %, чуваши 37 %) в 2002 году, 294 в 2010.